# Nobuteru Maeda
Nobuteru Maeda (前田亘輝, Maeda Nobuteru), né le 23 avril 1965 à Atsugi dans la préfecture de Kanagawa est un chanteur, auteur-compositeur japonais. Sous contrat avec Sony Music Entertainment Japan, il est également meneur du groupe Tube. Il connaît des succès avec Sobani Iruyo et Try Boy, Try Girl.

## Source de la traduction
- (en) Cet article est partiellement ou en totalité issu de l’article de Wikipédia en anglais intitulé « Nobuteru Maeda » (voir la liste des auteurs).